# Tito Fernández (cantautor)
Humberto Waldemar Asdrúbal Baeza Fernández (Temuco, 9 de diciembre de 1942-Puerto Montt, 11 de febrero de 2023), más conocido como Tito Fernández o El Temucano, fue un cantautor, folclorista, músico y activista político chileno, autor de más de 40 discos publicados desde principios de la década de 1970 hasta 2023.
A fines de los años 1980 fundó el Centro Integral de Estudios Metafísicos (CIEM). Desde 2020 estuvo siendo formalizado por delitos de violación en el marco del CIEM, y arriesgaba una condena de hasta 34 años de cárcel.

## Biografía

### Infancia y juventud
Humberto Baeza Fernández (nombre verdadero de Tito Fernández) nació un 9 de diciembre de 1942, en la ciudad de Temuco, en Chile. Hijo de Humberto Baeza y de María Mercedes Fernández, él estudió en el Liceo Pablo Neruda, donde participó en diversos actos culturales.[cita requerida] Dejó la casa de sus padres junto con sus estudios a los 13 años para trasladarse a Santiago e ingresar a los 15 años a la Escuela de Especialidades Sargento 1º Adolfo Menadier Rojas de la Fuerza Aérea de Chile, perteneciendo a la Escuadrilla "Ícaro" 1958-1960, camarada de un personaje icónico dentro de la Fach, el mítico "SOM Cacho Opazo". En Santiago se casó, tuvo hijos, y cuando regresó a Temuco, con más de veinte años, se enteró de que su madre ya había fallecido. Realizó algunos estudios inconclusos de psicología.
Recorrió el norte del país junto con amigos en busca de dinero cantando en pubs y bares hasta llegar a Perú donde se hizo conocido. Después recorrió Bolivia, donde fue encarcelado en medio de la lucha entre el ejército boliviano y la guerrilla del Che Guevara.

### Período de la Unidad Popular
Volvió a Chile y, en 1971, ingresó a estudiar pedagogía en la Universidad de La Frontera en Temuco, hasta que, influenciado por Ángel Parra, regresó a la capital para comenzar con su carrera musical, lanzando sus primeros discos bajo el sello Peña de los Parra en los que se sintió la influencia de este y de Pablo Neruda, a quien había conocido a su regreso a Chile. Por aquellos años compartió varias veces escenario con el cantautor Víctor Jara.
Baeza militaba por entonces en las Juventudes Comunistas de Chile (JJ.CC). Pese a su militancia de izquierdas, sin embargo, y a diferencia de otros cantantes de la Nueva Canción Chilena, Tito Fernández tenía también adeptos dentro de militares y de personas de derecha.

### Período de la dictadura militar
Comenzando el Golpe de Estado en Chile del 11 de septiembre de 1973, encabezado por el dictador Augusto Pinochet, a Humberto Baeza se le encargó entregar el anillo de bodas del cantautor Víctor Jara, ejecutado por los militares, a su viuda, Joan Jara, a quien no conocía hasta entonces. De acuerdo con sus propias declaraciones, uno de esos días le arrojaron un papel bajo la puerta con el mensaje «compañero, no te asiles», pidiéndole que no se exiliara, pues lo iban a proteger. Días después, el 22 de septiembre, fue detenido por militares y estuvo unos días encarcelado en la Escuela de Especialidades Sargento 1º Adolfo Menadier Rojas, donde había estudiado a sus 15 años de edad. Esto último, junto con el hecho de que Tito Fernández era por entonces uno de los cantantes más conocidos del país, y que el asesinato de Víctor Jara había generado mucho impacto, hicieron que el director de la Escuela lo dejara detenido allí, en ese lugar de paso, en lugar de enviarlo a un campo de concentración. Durante los días siguientes, a Baeza se le dio la tarea de servir de garzón a los militares, lo que lo salvó de padecer casi todas las golpizas que se les brindaba a los demás detenidos, aunque también se vio envuelto en simulacros de fusilamiento. Adicionalmente, su esposa consiguió a través de un contacto un permiso firmado por el ministro del Interior para que pudiese visitar a su esposo.
Si bien muchos músicos fueron exiliados o se exiliaron, Tito Fernández se quedó en Chile. Inicialmente fue dejado en libertad, con la condición de que no realizara presentaciones en vivo. Sus discos más de izquierda, opositores al Frente Nacionalista Patria y Libertad, fueron censurados. Sin embargo, se le permitió grabar un disco con Roberto Inglez, el cual había sido recientemente nombrado por la junta militar como gerente del sello discográfico que era del Estado y con quien ya había trabajado desde antes del golpe. Sin embargo, al no poder realizar presentaciones, se compró una máquina de tejer. Con parte de lo poco que ganaba por sus discos y la venta de chalecos, pudo ayudar económicamente a otros músicos que a diferencia suya debieron esconderse.
Se distanció de las personas de  izquierda dura, y con el paso de los meses, comenzó a ser invitado a recitales en vivo y en televisión, en el programa Sábados gigantes, ayudado nuevamente por su contacto anónimo que le permitió verse con su esposa durante su período de detención. En 1978 realizó un homenaje a Víctor Jara en el teatro Gran Palace de Santiago. También se le permitió ir a tocar al extranjero. Se le indicó que no utilizara palabras del ideario marxista como «obrero» o «trabajador» en sus composiciones, propias del período de la Unidad Popular, ni que realizara ciertos tipos de entrevistas.
Con el correr de los años, a Tito Fernández se le fueron  acercando algunos miembros de la Central Nacional de Informaciones (CNI), con quienes estableció ciertos grados de amistad. También hizo admiradores entre los militares y muchas personas de derecha. Álvaro Corbalán, miembro de la CNI que años más tarde, tras el retorno a la democracia sería encarcelado en el Penal de Punta Peuco por violaciones a los derechos humanos, se declaró un gran admirador de su música y le defendió en varias ocasiones. Este, por su parte, le correspondería con una ambigua amistad no revelada públicamente sino muchos años más tarde.
Todo lo anterior le llevó varios desencuentros con artistas de la Nueva Canción Chilena, quienes no lo consideran como parte de este movimiento musical.

### Luego del retorno a la democracia

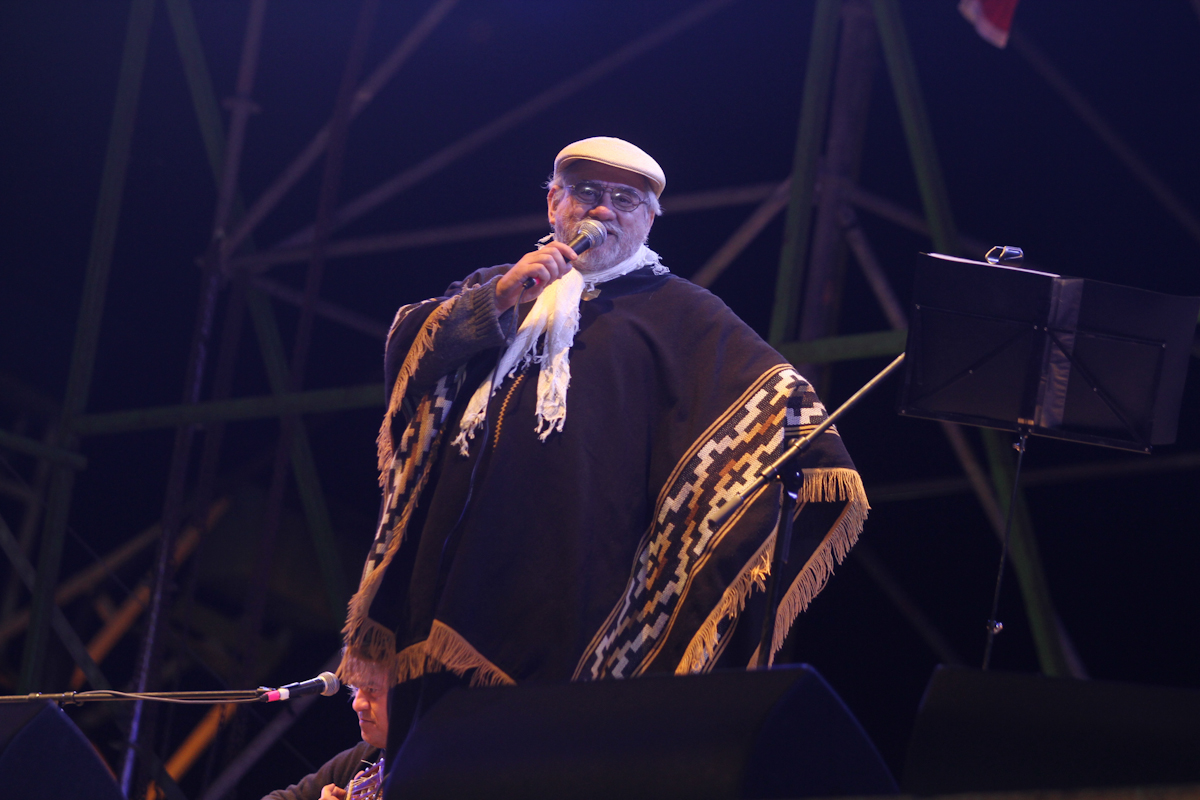
Tito Fernández en un concierto en Antofagasta (2012).

Durante las elecciones presidenciales de Chile de 2009-2010, Baeza se declaró socialista y opositor del candidato Sebastián Piñera. Está a favor de un recambio en la política y en particular en la antigua Concertación, coalición de centroizquierda con la que se sentía mayormente identificado.
En 2012 publicó Los versos numerados, «el resumen de una vida de anotaciones casi diarias que el cantautor viene haciendo con metódico ritmo desde el 5 de agosto de 1964».
El escritor Pedro Lemebel reveló la relación de Tito con Álvaro Corbalán a través de los medios en 2008, pero esta se manifestó explícitamente recién en 2018, cuando Tito Fernández le saludó junto con Patricia Maldonado, por el lanzamiento de su polémico libro.
Se retiró de los escenarios masivos con un show el 26 de agosto de 2016, en el Teatro Caupolicán. Por estas fechas, Tito declaró que «Tito Fernández» era un personaje, mucho más jovial que él, del cual con el correr de los años ya estaba cansado. También dijo no estar preocupado de su legado, a pesar de que conserva un diario de vida desde 1964, que hasta 2016 tenía ya 83 tomos y varias decenas de miles de páginas.

## Vida personal
Se casó con Carmen Ramírez (con quien tuvo cuatro hijos y 24 años de matrimonio); posteriormente, tuvo un hijo con Rosa Uribe, Fernando Octavio; se casó con Ana María Sánchez Cancino (unión que duró 11 años) y finalmente, con Lidia Margarita Ureta Rivera. Vivía en Santiago, en una casa del barrio Avenida Matta.

## Muerte
El 11 de febrero del 2023, mediante un comunicado emitido por el Hospital de Puerto Montt, se informo que falleció en su domicilio ubicado en la misma ciudad, en compañía de su familia, a la edad de 80 años por causas naturales.

## Centro Integral de Estudios Metafísicos

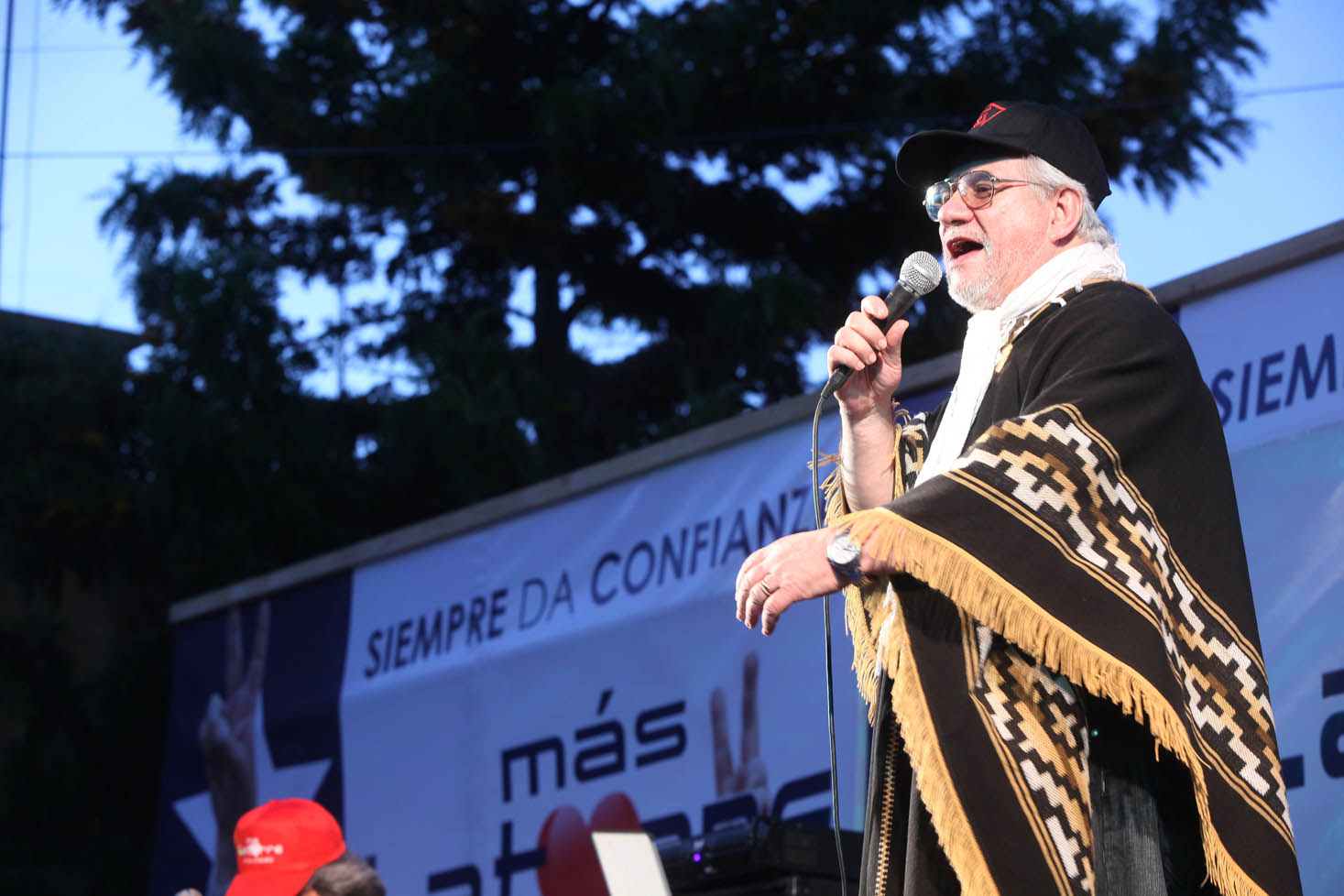
Tito Fernández en un concierto en Santa Cruz (2009).

Fernández aseguró que en agosto de 1974, tuvo un encuentro con ovnis en una carretera camino a Antofagasta. A partir de entonces comenzó a leer decenas de libros sobre astrología, esoterismo y espiritualidad. Alrededor de 1988, con el fin de traspasar sus conocimientos y experiencias a otras personas, fundó el Centro Integral de Estudios Metafísicos (CIEM), grupo de lectura y conversación en torno a la metafísica a partir de textos espirituales escritos por él mismo unos años antes. Los siete miembros fundadores de este grupo, de acuerdo con el CIEM, fueron los siguientes:
- Humberto Baeza (Tito Fernández)
- Carmen Ramírez, su primera esposa
- Jazmín Baeza, su hija
- Nelson Varela
- Claudio Guzmán, cantante
- Ramón Aguilera, cantante
- Raúl Aliaga, cantante

Raúl Aliaga, por su parte, declara no haber sido parte del grupo, más que por una lectura de carta astral que le hizo Fernández, sumado a un libro que este mismo le regaló.
La estructura del CIEM es jerárquica y piramidal, con Fernández como el único «maestro», seguido por el «instructor», los «sacerdotes» y «sacerdotisas», y los «vigilantes». En su mejor momento, a las reuniones llegaban unas 90 personas.
En 2018, luego de unos 30 años de fundado el Centro Integral de Estudios Metafísicos (CIEM), Fernández había liderando el grupo, conformado para septiembre de ese año por alrededor de quince personas que se reúnen en el Sindicato de Folcloristas de Santiago. En la actualidad ya no se realizan clases ni existen niveles de instrucción en la dinámica del grupo.

## Controversias y acusaciones por delitos sexuales
El 27 de agosto de 2018, una exintegrante del Centro Integral de Estudios Metafísicos (CIEM), que ingresó al grupo en 2009 con 33 años de edad, y que participó en él durante varios meses hasta el 11 de julio de 2010, se querelló en contra de Fernández, por presuntos abusos sexuales y violación. La querella fue patrocinada por el Servicio Nacional de la Mujer y Equidad de Género, dependiente del Ministerio de la Mujer y la Equidad de Género de Chile.
El 29 de julio de 2020, en una audiencia por la formalización de delitos sexuales, violación y abuso sexual, el juzgado declaró prisión preventiva para el cantautor. Tito Fernández arriesgaba hasta 15 años de cárcel.
El 6 de agosto de 2020 los ministros de la Cuarta Sala de la Corte de Apelaciones de Santiago, Juan Cristóbal Mera, Lilian Leyton y Paola Herrera -en fallo dividido- revocaron la medida cautelar de prisión preventiva que pesaba sobre el, siendo puesto en libertad bajo ninguna medida cautelar. Posteriormente, se presentó una solicitud de sobreseimiento de la causa; sin embargo, ésta fue rechazada señalando: «Se confirma la resolución apelada el 21 de diciembre de 2020, dictada por el 7º Juzgado de Garantía De Santiago, en virtud de la cual se rechazó la solicitud de sobreseimiento en relación con el Artículo 250 letra a) del Código Procesal Penal”. La audiencia de preparación del juicio se fijó para el día 24 de febrero de 2021.

## Discografía
Tito Fernández posee una extensa discografía, que ha sido continua en el tiempo.
- 1971 - El Temucano
- 1971 - Tito Fernández, el Temucano
- 1972 - Al amor
- 1973 - Boleros
- 1974 - Tito Fernández
- 1974 - Entre nos
- 1975 - Me gusta el vino
- 1975? - Seis canciones y un cuento
- 1976? - De chincol a jote
- 1976? - Profeta en mi tierra
- 1976? - Somos (con Patricia Chávez)
- 1978 - Con amor de hombre
- 1978 - Todo lo que tengo es mi ciudad
- 1978? - Chile
- 1978? - En la senda internacional
- 1981 - El caminero Mendoza
- 1982 - Y sigo siendo chileno
- 1983 - La ciudad
- 1984 - Más chileno que nunca
- 1985 - Yo paso y canto
- 1985 - Mañana me voy de viaje
- 1986 - Así es la cosa
- 1987 - El canto del Temucano
- 1988 - Verónica y Tito Fernández
- 1989 - Cuartetas divertidas
- 198X - Tito Fernández y Patty Chávez (con Patricia Chávez)
- 1990 - Yo vengo cantando, hermano
- 1992 - Lota
- 1992 - ¡Viva Chile, mierda!
- 1993 - Reflexiones y otras cosas
- 1994 - A mis compañeros
- 1995 - Dios los cría y el canto los junta (con Carlos Vásquez)
- 1996 - A todo bolero (con Lu Rivera)
- 1997 - Suélteme la manga
- 1997 - Mis ciudades
- 1998 - El atrinque
- 1999 - El humor de Tito Fernández
- 2000 - Boleros
- 2000 - Cantan al amor
- 2001 - El enamorado
- 2002 - El caminero Mendoza
- 2003 - 40 años del cantor popular, vol. 1 y 2
- 2003 - El asa'o
- 2005 - Por amor al bolero (con Lu Rivera)
- 2005 - Tito Fernández & Las Voces Nuevas. 35 años después
- 2005 - Nuestra Navidad chilena
- 2005 - La fonda de El Temucano
- 2006 - Tonada y tradición
- Epopeya de las comidas y bebidas de Chile
- Nosotros los cantores
- Tito Fernández el Temucano en vivo
- El humor del Temucano en vivo
- Lo mejor de mi tierra
- 200 años Chile y su folclore
- 50 años de canto 200 historias
- Los versos numerados

### Sencillos
- Yo soy uno de aquellos / Un vals para Jazmín
- Me gusta el vino / Niña (ALBA)
- Tonada de las comidas / Cuando yo sea grande (ALBA)
- Todo lo que tengo es mi ciudad / Como cada día (RCA)
- 1972 - Polka / Cero a cero
- 1972 - El presupuesto / A ti
- 1973 - Benaiga la buena suerte / El huacho Jacinto
- 1973 - De algunas señoras / Pum-pum te maté

### Colectivos
- 1973 - Primer festival internacional de la canción popular
- 198? - Chile ríe y canta

## Libros
- Páginas de mi diario, libro autobiográfico
- El mensaje inicial, autoayuda, Editorial Minks, 1996
- El mensaje de Siro, autoayuda
- El mensaje terrestre, autoayuda
- Antología poética, Sociedad del Derecho de Autor, 2003
- Los versos numerados, autobiografía en verso, Ril Editores, 2012

## Premios y distinciones
- 1973: Premios Apes
- 1977: Premio Alerce
- 1978: Premio Alerce
- 1996: Homenaje del Congreso Nacional de Chile (19 de junio)
- 2000: Premios Apes
- 2001: Premio Altazor, categoría «Música tradicional o de raíz folclórica» por 40 años del cantor popular[6]
- 2001: Premio a la Música Nacional Presidente de la República
- 2002: Distinción del Club de Huasos Gil Letelier
- 2005: Gran Pionero de la Cuenca de Baker (Municipalidad de Cochrane)
- 2010: Figura Fundamental de la Música Chilena (Sociedad Chilena del Derecho de Autor)

Hijo ilustre
- 1991: Hijo Ilustre de la Ciudad de Temuco
- 1993: Hijo Ilustre de la Comuna Lo Espejo
- 2004: Hijo Ilustre de la Municipalidad de Temuco

Certificación de ventas discográficas
- 1999: Triple Disco de Platino, ARCI-MUSIC, por ventas de Los 20 mejores
- 2002: Disco de Platino, Doble M - Warner, por ventas de 40 años del cantor popular
- 2004: Disco de Oro, Doble M - Warner, por producción de 40 años del cantor popular. Segunda parte

Festival Internacional de la Canción de Viña del Mar
- 1997: Primer premio en música de raíz folclórica con la canción «Cartagena», de Claudio Guzmán, en la 38.ª edición
- 2001: Gaviota de Oro, en la 42.ª edición
- 2003: Antorcha de Plata en la 44.ª edición
- 2004: Antorchas y Gaviotas de Plata y Oro en la 45.ª edición